# 639 Latona
639 Latona
639 Latona là một tiểu hành tinh ở vành đai chính, thuộc nhóm tiểu hành tinh Eos. Nó được K. Lohnert phát hiện ngày 19.7.1907 ở Heidelberg và được đặt theo tên Latona trong thần thoại La Mã